# Wallace' elfje
Het Wallace' elfje (Sipodotus wallacii) is een zangvogel uit de familie Maluridae (elfjes). Deze vogel is genoemd naar de Britse natuuronderzoeker Alfred Russel Wallace.

## Verspreiding en leefgebied
Deze soort is endemisch in een groot deel van Nieuw-Guinea.

## Status
De grootte van de populatie is niet gekwantificeerd maar de soort wordt omschreven als vrij algemeen in geschikt habitat. Op de Rode lijst van de IUCN heeft deze soort de status niet bedreigd.